# قاي ماكنتاير
قاي ماكنتاير (بالإنجليزية: Guy McIntyre)‏ هو لاعب كرة قدم أمريكية أمريكي، ولد في 17 فبراير 1961 في توماسفيل في الولايات المتحدة.

## وصلات خارجية
- قاي ماكنتاير على موقع مرجع كرة القدم المحترفة.كوم (الإنجليزية)
- قاي ماكنتاير على موقع قاعة جورجيا للمشاهير الرياضية (مؤرشف) (الإنجليزية)